# 薩瓦納耶瓜
18°27′N 70°39′W / 18.450°N 70.650°W
薩瓦納耶瓜（西班牙語：Sabana Yegua），是多明尼加共和國的城鎮，位於該國南部，由阿蘇阿省負責管轄，面積101.58平方公里，2012年人口26,552，人口密度每平方公里260人。